# Allarp, Laholms kommun
Allarp är en ort i Skummeslövs socken i  Laholms kommun i Halland sydost om Skummeslövsstrand. Bebyggelsen avgränsades före 2015 till en småort, från 2015 räknas den som en del av tätorten Mellbystrand.